# 織田隆弘
織田 隆弘（おだ りゅうこう、1913年2月7日 - 1993年12月31日）は、青森県弘前市出身の宗教家。「密門会」の開祖。高野山真言宗の僧侶。
1975年に「即身成仏を目的とした正純密教を実践する」という真言宗易行派密門会（略称：密門会）を創立。1984年には青森市にキリスト教等を含む、宗派を超えた昭和大仏（日本最大の青銅製大日如来像）を建立。平成五年に遷化。

## 概要
織田は「（自身を）高野山真言宗の大僧正で、説く真言密教は、弘法大師空海の教えを正しく引き継ぐ、正統で、他の密教まがいの新宗教と区別し“正純密教”」と主張している。
また、「正純密教は、宇宙の真理を人格化した大日如来を本尊とする、自然科学をも包含するスケールの大きい教義であったため、その難解さから長らく塵に埋もれていたが、科学技術の進歩・発展により物理理論が身近になった現代において、ようやく人々にとって理解され易い仏教となったといえる。この点で、量子論とも共存できる最も進化した大乗仏教であるといえよう」と主張している。
さらに織田は、自らの実体験と空海の『即身成仏義』に書かれている「六大無碍にして常に瑜伽なり、四種曼荼各々離れず、三密加持すれば速疾に顕わる」の文章から、「正純密教こそ人類を救済する絶対他力易行道である」と確信し、「加持によって現世利益や、癌を始めとする難病治癒が可能であることを実証した」と主張している。

## 略歴
- 1934年 - 高野山に登り、入道
- 1938年 - 高野山大学選科修了
- 1942年 - 四谷の金鶏山真成院住職に就任
- 1946年 - 成田勝逸により、弘前から青森に招聘
- 1947年 - 高野山青森別院創建
- 1972年 - 真成院復興、四谷霊廟完成
- 1974年 - 高野山学修灌頂入壇（大阿闍梨）
- 1975年 - 密門会創立
- 1984年 - 青森市に昭和大仏建立（青龍寺創建）
- 1991年 - 高野山真言宗大僧正
- 1992年 - 青龍寺金堂建立、五重塔建立発願
- 1993年 - 遷化